# Busi Mhlongo
Busi Mhlongo (Inanda, Dél-afrikai Köztársaság, 1947. október 28. – Durban, 2010. június 15.) dél-afrikai virtuóz énekesnő, táncos, zeneszerző és producer volt.
Zenéje hazája népszerű, hagyományos stílusát a jazz, funk, rock, gospel, rap, opera, reggae elemeivel ötvözte.

## Lemezek
- Babhemu • 1994
- Urban Zulu • 1999
- Indiza • 2002
- Freedom • 2003
- Urban Zulu remix • 2005
- African Classics: Busi Mhlongo • 2008